# 皮拉斯特羅山
46°06′30″N 10°32′30″E / 46.10847°N 10.5416°E
皮拉斯特羅山（義大利語：Pilastro），是意大利的山峰，位於該國北部，由特倫蒂諾-上阿迪傑大區負責管轄，屬於阿達梅洛-普雷薩內拉阿爾卑斯山脈的一部分，海拔高度2,878米，每年平均降雨量1,357毫米。